# Ihringen
Ihringen es un municipio en el sueroeste de Baden-Wurtemberg,  Alemania.